# Chato vitoriano
El chato vitoriano es una raza porcina autóctona española originaria de Álava, en el País Vasco. Se considera extinta entre 1960-1970 o en 1980, y junto al cerdo baztanés, eran parientes del cerdo euskal txerria. Figura en la lista de razas extintas declaradas por la FAO.
Procedente del tronco céltico, su origen es desconocido. Fue mejorado por la Diputación Provincial de Álava en su Granja La Modelo de Arcaute durante la segunda mitad del siglo XIX con el fin de obtener manteca, cruzando el cerdo común de España con diferentes razas extranjeras como las británicas yorkshire, berkshire, leicester y la essex, y las francesas normanda y craonesa.
Se trataba de un animal precoz y fecundo, de piel fina, nariz muy achatada y grandes orejas colgantes. Muy rico en grasas, en 1938 hasta el 40% de su peso se convertía en tocino y manteca, y en 1951 se consideraba que tenía un rendimiento en canal mayor que el de las razas de cerdos célticas e ibéricas.
Con 20 cm de grosor de capa de grasa, tuvo gran éxito y su cría no solo se extendió por la comarca, sino que llegó a la Meseta Central Ibérica, Murcia, Almería y otras zonas del país. Fue paulatinamente apartado por las nuevas razas no autóctonas introducidas en España, más productivas de carne, como el large white. 
Su población se vio drásticamente reducida en 1961 por un brote de peste porcina africana, y en 1980 se declaró extinto, debido también a los nuevos hábitos alimenticios, a la degeneración de la raza, y a la falta de programas de mejora, reconocimiento oficial y libro genealógico.
En 2009 se creó un programa que trató la posibilidad de volver a crear la raza, y en 2013 algunos veterinarios aún mantenían su intención de recuperarla.